# Terah Catena
La Terah Catena è una struttura geologica della superficie di Ganimede.